# Leucanopsis democrata
Leucanopsis democrata är en fjärilsart som beskrevs av William Schaus 1920. Leucanopsis democrata ingår i släktet Leucanopsis och familjen björnspinnare. Inga underarter finns listade i Catalogue of Life.